# Trachycentra psorodes
Trachycentra psorodes är en fjärilsart som beskrevs av Edward Meyrick 1907. Trachycentra psorodes ingår i släktet Trachycentra och familjen äkta malar. Inga underarter finns listade i Catalogue of Life.